# Osobní svoboda
Osobní svoboda se řadí mezi základní lidská práva. Upravuje jí mimo jiné Listina základních práv a svobod a Evropská Úmluva o lidských právech. Její koncepce není jen v právu, ale je důležitá v existenci a vývoji člověka, jelikož vychází ze svobody v obecném a přirozenoprávním pojetí. Zajišťuje nedotknutelnost člověka, ochranu před nežádoucím vnějším působením a může být omezena pouze v případech stanovených zákonem. Osobní svoboda je v mnoha rozvinutých demokratických společností považována za samozřejmou.

## Historický vývoj osobní svobody
Vývoj základních práv a svobod sahá do hluboké minulosti. Otázka, co lidská práva jsou, se byť jen v náznacích, objevuje již na počátku existence lidských společností, např. v sumerských a babylónských městských státech či ve státní oblasti krétsko-mykénské kultury. První ucelené poznatky, že se lidé dožadovali práva na život a ochranu, jsou z období starověkého Řecka.:
Významný pokrok byl v období středověku, kdy vznikl první významný dokument Magna Charta Libertatum (Veliká listina svobod), dle níž svobodný občan mohl býti dán do žaláře jen po zákonném odsouzení, nebo dle zemského zákona, a to konkrétně v článku 39: „Nechť žádný svobodný člověk není zatčen, uvězněn, ..., leč po zákonném soudu osob jemu rovných či podle zákona země.“
V pozdějších stoletích bylo ustanovení Magna Charta Libertatum častokrát porušováno, proto byl parlamentem v roce 1679 vydán na ochranu osobní svobody Habeas Corpus Act, (Habeas Corpus = měj si tělo). Dle tohoto zákona nemůže být žádný poddaný držen ve vazbě bez soudního vyšetřování. Při každém zatčení na základě písemného rozkazu musí být zatčenému udán důvod a do 24 hodin musí být vyslýchán, ospravedlní-li se, musí být propuštěn. Tento zákon má v Anglii platnost až doposud a může být na čas suspendován jen v dobách veřejného nebezpečí a to s povolením parlamentu.
V srpnu roku 1789 ve Francii bylo vydáno Prohlášení práv člověka a občana (La Déclaration des droits de l’homme et du citoyen). Důležitá byla myšlenka 1. článku „lidé se rodí a zůstávají svobodní a rovnoprávní.“ Článek 7 poté stanovil, že „každý může být obžalován, zatčen nebo uvězněn jen v případech určených zákonem a způsobem, jak zákon předepisuje.“
Až po 1. světové válce se osobní svoboda stala zájmem v mezinárodním právu. Doposud byla respektována jen jednotlivými státy a každý ji měl upravenou jinak. Nejdůležitější zlom však vytvořila Organizace spojených národů, která prostřednictvím svého Valného shromáždění přijala Všeobecnou deklaraci lidských práv . Hlavní myšlenka dokumentu byla, že všichni lidé se rodí svobodní a sobě rovní.

## Definice osobní svobody
V Listině základních práv a svobod je především chráněno lidské bytí. Jde o hodnoty, které jsou nezbytné pro zajištění důstojnosti člověka a uchování jeho integrity. Každý je subjektem práv, tedy je způsobilý mít práva. Zvláštní pozornost věnuje Listina principům soudního řízení. Definuje ji následujícími způsoby:
,,(1) Osobní svoboda je zaručena.
(2) Nikdo nesmí být stíhán nebo zbaven svobody jinak než z důvodů a způsobem, který stanoví zákon. Nikdo nesmí být zbaven svobody pouze pro neschopnost dostát smluvnímu závazku.
(3) Obviněného nebo podezřelého z trestného činu je možno zadržet jen v případech stanovených v zákoně. Zadržená osoba musí být ihned seznámena s důvody zadržení, vyslechnuta a nejpozději do 48 hodin propuštěna na svobodu nebo odevzdána soudu. Soudce musí zadrženou osobu do 24 hodin od převzetí vyslechnout a rozhodnout o vazbě, nebo ji propustit na svobodu.
(4) Zatknout obviněného je možno jen na písemný odůvodněný příkaz soudce. Zatčená osoba musí být do 24 hodin odevzdána soudu. Soudce musí zatčenou osobu do 24 hodin od převzetí vyslechnout a rozhodnout o vazbě nebo ji propustit na svobodu.
(5) Nikdo nesmí být vzat do vazby, leč z důvodů a na dobu stanovenou zákonem a na základě rozhodnutí soudu.
(6) Zákon stanoví, ve kterých případech může být osoba převzata nebo držena v ústavní zdravotnické péči bez svého souhlasu. Takové opatření musí být do 24 hodin oznámeno soudu, který o tomto umístění rozhodne do 7 dnů."
Právo na osobní svobodu mají lidé bez ohledu na občanství, zdravotní stav či věk. Jedná se o svobodu tzv. první generace.

## Omezování osobní svobody
Omezování osobní svobody je trestný čin. Definuje jej § 171 trestního zákoníku. Trest odnětí svobody až na dvě léta dostane osoba, která bez oprávnění brání užívat osobní svobody. Pokud se tímto činem snaží o usnadnění jiného trestného činu, bude potrestána až na tři roky odnětím svobody. Odnětím svobody na dvě léta až osm let bude pachatel potrestán, pokud bude oběti bez oprávnění bránit užívat osobní svobodu z důvodů, že je pachatel členem organizované skupiny, neuznává jinou rasu či národnost, etnickou skupinu, politické přesvědčení, vyznání či z důvodu, že je oběť bez vyznání. Dále bude pachatel potrestán odnětím svobody na dva až osm let, pokud svým činem způsobí fyzickou, psychickou, zdravotní újmu či svým činem chce získat pro sebe či jiného značný prospěch. Na tři roky až deset let bude pachatel potrestán, pokud omezením osobní svobody způsobí smrt, či svým činem získá prospěch pro sebe či jiného velkého rozsahu.
Zákon č. 3/2002 Sb. o církvích a náboženských společnostech zakazuje církvi a náboženské společnosti vznik a vývoj činnosti, která „omezuje osobní svobodu lidí zejména tím, že využívá psychický nebo fyzický nátlak k vytvoření závislosti, která vede k fyzickému, psychickému nebo ekonomickému poškozování těchto osob nebo jejich rodinných příslušníků, k poškozování jejich sociálních vazeb včetně.“

## Zbavení osobní svobody
Listina dále říká, že i když může být člověk zbaven osobní svobody, musí se tak dít pouze za zákonem daných podmínek. Tyto podmínky mohou vyplývat také z mezinárodních smluv a úmluv, kdy závazky mezinárodního práva jsou nadřazeny zákonům a vyhláškám českých zákonodárců. Česká republika však svým občanům osobní svobodu zaručuje, a to prostřednictvím pozitivních závazků. Nesmí se tak dopouštět činů porušující osobní svobodu občanů, musí přijímat dodatečná opatření k ochraně tohoto základního práva či vykonávat dohled nad situacemi, kde je toto právo ohroženo. Zároveň je osobní svoboda garantována vzhledem k zákazu otroctví, nevolnictví či jiných nucených prací a služeb, svobodě pohybu a pobytu, svobodě obydlí, právu na ochranu soukromí a rodinného života, svobodě vlastnit majetek. Pokud je však jedinec zbaven osobní svobody či stíhán za trestný čin, má právo na spravedlivý proces o trestním obvinění. Právo na osobní svobodu je pojímáno velmi široce, zákonem jsou však také upraveny možnosti domovní prohlídky, zadržení a otevření poštovních zásilek nebo telegramů nebo odposlech a záznam telekomunikačního provozu a osobní prohlídky v rámci trestního stíhání.. Tyto možnosti však mohou představovat omezení osobní svobody díky kterým vznikají problematické otázky.
Zbavení osobní svobody v sobě nese objektivní a subjektivní prvek. Objektivním prvkem je myšleno umístění a uzavření daného člověka do určitého omezeného prostoru po určitou dobu. Subjektivní prvek je i podle Článku 8 Listiny základních práv a svobod absence souhlasu s tímto uzavřením. Kromě vězení se sem řadí také všechny typy vazeb, zdravotnické detence, krátkodobá zadržení nebo zajištění v souvislosti s trestním stíháním či s výkonem policejní pravomoci a další případy detence, jež Listina výslovně neujímá, ale mají oporu v zákonech České republiky. Zadržena může být pouze osoba, která je obviněná či podezřelá ze spáchání trestného činu. Zadržení probíhá prostřednictvím policejních orgánů. Pokud se pak jedná o zatčení (cílevědomé vypátrání obviněného), předává policie do 24 hodin obviněného soudci, který vydal příkaz k zatčení. Na úvaze zákonodárce je pak kompenzace umístění člověka během trestního řízení do vazby, pokud toto trestní řízení skončí zastavením nebo zproštěním obžaloby. Zároveň se nás tímto Článkem snaží obeznámit s podmínky zbavení osobní svobody. To je přípustné jen ze zákonných důvodů a pouze způsobem, který stanoví zákon.
 